# Dan Akin
Daniel Akin (Londra, 16 giugno 1998) è un cestista britannico.